# Melvil Dewey
Melvil Dewey (Nova York, 1851 - Florida, 1931) fou un bibliotecari estatunidenc i pare del sistema de classificació més utilitzat en l'àmbit americà de la biblioteca pública, la 'Dewey decimal classification'.
Dewey va néixer a Adams Center, Nova York. Va assistir al Amherst College, on era un membre de Delta Kappa Epsilon. Es va graduar el 1874 amb una llicenciatura i va rebre un títol de màster d'Amherst el 1877. Dewey va anar de bibliotecari auxiliar a Amherst de 1874 a 1876. En 1876 se'n va anar cap a Boston. A partir de 1883 fins al 1888 va ser el bibliotecari principal de la Columbia University, i des de 1888 fins a 1906 va ser director de la New York State Library. A partir de 1888 fins a 1900 també era el secretari i l'oficial executiu de la University of the State of New York. El 1895 Dewey va fundar amb la seva esposa Annie el Lake Placid Club en el Lake Placid. Ell i el seu fill Godfrey havien treballat en la preparació de les Olimpíades d'Hivern, essent el president del Nova York State Winter Olympics Committee. El 1926 marxà a Florida i morí el 1934 a Lake Placid, Florida.
Dewey era membre honorífic en la American Library Association.